# پنکت
پنکت (به انگلیسی: Penketh) یک روستا و محله مدنی در بریتانیا است که در وارینگتون واقع شده‌است. پنکت ۸٬۶۹۹ نفر جمعیت دارد.